# Illuminátusok
Az illuminátusok titkos társaságát (latinul: illuminati, vagyis „a megvilágosodottak”) — amely nem tévesztendő össze a Bajor Illuminátusok Titkos Társasága néven is ismert illuminátus renddel — Dan Brown amerikai regényíró alkotta meg Angyalok és démonok című regényében.

## Történetük
A társaságot olyan fizikusok, matematikusok, asztronómusok alapították, akiket aggasztottak a katolikus egyház tévtanításai, amelyekkel megpróbálták a  a „tudományos igazságot” szembeállítani. Az 1500-as évek elejétől titkos találkozókat szerveztek ennek előkészítésére. 
A tudósokhoz idővel jeles művészek is csatlakoztak. A regényben név szerint említett tagok:
- Galileo Galilei,
- Giovanni Lorenzo Bernini,
- Kopernikusz.

A könyvben az egyházat felháborította, hogy megkérdőjelezik tanainak és véleményének kizárólagos igazságát, ezért üldözni kezdte az illuminátusokat, és többüket kivégezte, illetve megölette. Ennek csúcspontján, amit Brown „Purgának” (Megtisztítás) nevez, 1668-ban a pápa elraboltatott négy illuminátus tudóst, és a kereszt jelét sütötték mellükre. Ez után a „megtisztítás” után kivégezték őket, és az utcára dobták hulláikat.
A „Purga” után az illuminátusok teljes illegalitásba vonultak, és más szervezetekben — főleg a szabadkőművesek és a bevezetőben említett Bajor Illuminátusok páholyaiban — rejtőztek el. Elsődleges céljuk e sérelmek megtorlása lett. Ennek eszközeként hatalmas vagyont halmoztak fel, illetve megpróbáltak minél több és minél fontosabb irányító, vezető pozíciót elfoglalni — Brown ezzel sikeresen ágyaz meg a manapság divatos „háttérhatalom” típusú összeesküvés-elméleteknek.

## Szimbólumaik
A társaság legjellemzőbb szimbólumai ambigrammák:
- az alkimisták négy őseleme, valamint
- társaság neve (Illuminati).[2]

A négy őselem neve angolul szerepel, mivel a regényt részben a John Langdon tipográfus bravúros ambigrammái inspirálták.
További, kisebb jelentőségű jelképeik:
- ötszögek,

- bolygók,

- galambok,

- piramisok (illetve obeliszkek).[3]

## Az illuminátusok temploma
A titkos szervezet az illuminátusok templomának, illetve tanácstermének nevezett központját az író az Angyalvár legtetején, egy titkos szobában helyezi el.